# 96時間/リベンジ
『96時間/リベンジ』（きゅうじゅうろくじかん リベンジ、原題：Taken 2）は、オリヴィエ・メガトン監督、リュック・ベッソン製作による、2012年のフランス・アメリカ合作のアクション・スリラー映画である。2008年の映画『96時間』の続編である。

## あらすじ
アルバニア・マフィアの首領のムラドは、トロポヤ県で息子マルコ(前作でブライアンが電気椅子で殺した男)らの葬儀に出て、息子を殺した犯人への復讐を誓う。ムラドは手下らとパリに行き、マルコが殺された現場にあった名刺から、元フランスの諜報員ジャン＝クロードを探して捕え、拷問して尋問するが何も聞き出せない。アルバニアの情報局役人を買収して、ジャン＝クロードの旧友で元CIA工作員のブライアンが犯人であり、現在イスタンブールにいることを突き止める。
一方、ブライアンはロサンゼルスで娘のキムに車の運転を教えるなどして、日常を過ごしている。ある日、元妻のレノーアが再婚相手との関係が悪くなっていることを知り、気晴らしとして仕事のために訪れるイスタンブールにキムと二人で来ないかと誘う。二人は来ず、ブライアンはイスタンブールで裕福なアラブ人の護衛の仕事を終えるが、密かにやって来たレノーアとキムに会って驚く。翌日ブライアンはレノーアと昼食に出かけるが、尾行に気づく。レノーアに逃げるよう指示し、アルバニア・マフィアたちと戦うが、レノーアが捕えられたのを知って抵抗を止める。キムもまた狙われていることを知り、ホテルに残ったキムに電話をかけて隠れるよう言い、その直後に気絶させられる。キムはなんとか襲撃を逃れ、襲撃犯たちはホテルの警備員を殺して逃げる。
ブライアンは意識を取り戻し、地下室のパイプに繋がれていることを知る。隠していた携帯電話でキムに連絡し、独りでアメリカ大使館に逃げ込むよう言う。だがキムは断り、二人を救出すると言う。キムは指示に従って父のトランクを開け、手榴弾を近くの駐車場の屋上に投げて爆発させる。ブライアンは爆発音を聞くまでの時間を計ってホテルからの距離を知り、その他の情報も合わせて三辺測量で自分の位置を探すよう指導する。
マフィアはレノーアの喉をわずかに切り、逆さに吊るしてゆっくりと死ぬように仕掛ける。マフィアが去った後、ブライアンは自分とレノーアを拘束から解く。キムに再び連絡してさらに二発の手榴弾を爆発させて音を聞きキムを拘束場所の方向へ導き、煙突から煙を出して自分たちの居場所を伝える。キムは煙突から銃を落とし、ブライアンが拾う。異常に気付いたマフィアが様子に確かめに来たところを殺して、屋上伝いに逃げていたキムが追いつめられたところを間一髪で救う。ブライアンとキムはタクシーを盗んで拘束場所に戻るが、その間にレノーアは再び捕まる。再びタクシーに戻り、アメリカ大使館に向かってキムが運転するカーチェイスが始まり、トルコ警察とマフィアが追う。キムは踏切をすり抜け、マフィアのバンを列車に破壊させる。守備兵から激しい銃撃を受けながらもキムはタクシーをアメリカ大使館に突入させる。
キムをアメリカ大使館に残し、ブライアンは記憶を頼りにムラドの隠れ家を探す。マフィアの大半を隠れ家で片付け、残りを浴場に追いつめて殺し、レノーアを救出する。ムラドと対決し、復讐をあきらめて帰ると約束するなら見逃すと言う。ムラドは承知しブライアンは銃を捨てる。ムラドは約束を破って銃を拾いブライアンを撃とうとするが空である。ムラドが決して復讐をあきらめないことを知り、ブライアンはムラドをタオルかけに突き刺して殺す。
三週間後、ブライアン、レノーア、キムはロサンゼルスで食事をし、キムの運転免許試験合格を祝う。そこにキムのボーイフレンドのジェイミーが現れ、キムはこの人は撃たないでとブライアンに冗談を言う。

## 登場人物・キャスト
ブライアン・ミルズ
演 - リーアム・ニーソン、日本語吹替 - 石塚運昇
主人公。CIAの元工作員にして、最強の父親。娘のキムを深く愛しているが前作で拐われた娘の後遺症を心配するあまり彼女が黙っていた彼氏を見つけ出すなど相変わらずやり過ぎな面も。元妻のレノーアのことも心配しており、今の夫と上手くいっていないことで悩んでいると知り、護衛の仕事で訪れているイスタンブールにキムとレノーアを招く。しかし、そのイスタンブールの町中で武装した集団にレノーアと共に拉致されてしまったことで、一人取り残されているキムを保護し、レノーアを救出するため奔走する。
キム
演 - マギー・グレイス、日本語吹替 - 明石香織
ブライアンの娘。前作で犯罪組織に誘拐されたことから心に傷を抱えている。だが、それでも普通の生活を取り戻そうと努力しており、交際している彼氏も存在する。運転免許の試験に合格するため、ブライアンと共に練習に励んでいる。ブライアンに誘われて、レノーアと共にイスタンブールの地を訪れるが、しばらくして両親は武装した集団に拉致されてしまう。二人を助けるため、ブライアンの指示を受けながら、イスタンブールの町を駆け回る。
レノーア
演 - ファムケ・ヤンセン、日本語吹替 - 深見梨加
ブライアンの元妻。愛称は「レニー」。ブライアンと離婚した後、再婚したが、今の夫との関係に次第に亀裂が生じてしまい、そのことを深く悩んでいる。このことを気にしたブライアンから、気分転換のためにイスタンブールへ招かれ、キムと共に異国の地を訪れる。しかし、そのイスタンブールの町中で武装した集団にブライアンと共に拉致されてしまい、ついには命の危機を迎えてしまう。
ムラド
演 - ラデ・シェルベッジア、日本語吹替 - 佐々木梅治
前作でブライアンに殺されたアルバニア系犯罪組織のリーダー、トロポヤのマルコの父親。息子と部下たちを殺された報復をブライアンにするため、イスタンブールでブライアンとレノーアを拉致し、一人取り残されたキムの命を狙う。
サム
演 - リーランド・オーサー、日本語吹替 - 牛山茂
ブライアンの友人で元同僚。CIAの元工作員。前作に引き続きブライアンを手助けする。
ケイシー
演 - ジョン・グリース、日本語吹替 - 谷昌樹
ブライアンの友人で元同僚。CIAの元工作員。
バーニー
演 - D・B・スウィーニー、日本語吹替 - ふくまつ進紗
ブライアンの友人で元同僚。CIAの元工作員。
ジェイミー
演 - ルーク・グライムス、日本語吹替 - 矢野正明
キムの彼氏。
スコ
演 - アラン・フィグラルツ
ムラドの腹心の部下。格闘技の使い手。
ジャン＝クロード
演 - オリヴィエ・ラブルダン、日本語吹替 - 仲野裕
フランス共和国国土監視局副局長。ムラドの部下に襲われ尋問されたことで、ブライアンの情報を彼らに渡してしまう。

## 製作
撮影は2012年1月よりロサンゼルスで開始された。

## 公開
2012年9月7日に第38回ドーヴィル・アメリカン映画祭でプレミア上映された。

### 興行収入
2012年10月5日に北米を含む25カ国で劇場公開が始まった。北米では公開初日に1840万ドル、深夜上映で150万ドルを売り上げた。公開初週末3日間では4950万ドルを売上げ、北米で10月に公開されたPG-13指定作品で最高値を記録した。またその他の国々は5500万ドルを売り上げた。

### 批評家の反応
Rotten Tomatoesでは163件の批評家レビューで支持率は21%、平均点は4.1/10となった。Metacriticでは35件のレビューで加重平均値45/100となった。

## テレビ放送
| 回数 | テレビ局   | 番組名（放送枠名） | 放送日         | 放送時間      | 放送分数 | 視聴率 |
| ---- | ---------- | ------------------ | -------------- | ------------- | -------- | ------ |
| 1    | 日本テレビ | 金曜ロードSHOW!    | 2015年10月16日 | 21:00 - 22:54 | 114分    | 7.9%   |
| ２   | テレビ東京 | 午後のロードショー | 2018年2月26日  | 13:35 - 15:40 | 125分    |        |

- 視聴率はビデオリサーチ調べ、関東地区・世帯・リアルタイム。

## 続編
リーアム・ニーソンをはじめとするキャスト陣は続編が作られるかどうかは分からないとしていたが、20世紀フォックスと本作のプロデューサーであるリュック・ベッソン、ロバート・マーク・ケイメンは続編に意欲を見せている。2013年6月24日に、ベッソンとケイメンが第3作の脚本を執筆していることが発表された。2014年1月29日に、オリヴィエ・メガトン監督の続投が発表された。
第3作は『96時間/レクイエム』というタイトルで公開された。